# Kryoelektronmikroskopi
Kryoelektronmikroskopi är en metod för att preparera objektet genom en varsam men snabb nedfrysning. Metoden utvecklades i flera oberoende steg, men efter ett genombrott på 1980-talet etablerades det förfarande som sedan fått allmän tillämpning. Kryoelektronmikroskopi tilldelades 2017 års Nobelpris i kemi, med Jacques Dubochet, Joachim Frank och Richard Henderson som pristagare.
I korthet går metoden ut på att ett finmaskigt metallnät doppas i en objektlösning, så att ett mycket tunt skikt av lösningen fastnar i maskorna. Detta nät kyls sedan snabbt till cirka –190°C genom att doppas i till exempel flytande etan så att det tunna vätskeskiktet stelnar genom vitrifikation av vatteninnehållet.
Tack vare denna metod vinns flera framträdande fördelar:
- Det tunna skiktet gör det förhållandevis enkelt att isolera ett så litet antal av objektet som önskas, till exempel celldelar, virus eller molekyler.
- Vanligt fruset vatten i kristallin form skapar en oönskad diffraktion av elektronstrålar vilket här undviks med den amorfa vitrifikationen, så att en tydligare avbildning kan uppnås.
- Genom att behålla vatteninnehållet i preparatet och tack vare det tunna skiktet kan intensiteten på elektronstrålen hållas så låg att "grillning" av objektet undviks.
- De fina strukturerna i biologiska objekt bärs till stor del upp av sitt vatteninnehåll och kan nu studeras utan att strukturerna dessförinnan förstörts av uttorkning eller sönderfrysning.